# Qivitoq
Qivitoq - Fjeldgængeren es una película dramática danesa de 1956 dirigida por Erik Balling y protagonizada por Astrid Villaume y Poul Reichhardt, que fue filmada íntegramente en Groenlandia. La producción fue nominada al Óscar a la mejor película a la habla no inglesa y exhibida en la selección oficial del Festival Internacional de Cine de Cannes de 1957.

## Argumento
Una joven maestra, Eva Nygaard (Astrid Villaume), llega a Groenlandia desde Dinamarca para sorprender a su prometido, el doctor Erik Halsøe, pero se siente abrumada al descubrir que no la ha esperado y que está a punto de casarse con una enfermera auxiliar. Eva viaja a un pueblito de pescadores para esperar el próximo barco de regreso a Dinamarca. Allí entra en una relación tensa y, a menudo, de confrontación con Jens (Poul Reichhardt), un danés callado y malhumorado que administra el puesto de avanzada de una empresa comercial. Jens está tratando de persuadir a un groenlandés llamado Pavia (Niels Platou) para que se convierta en un pescador de la compañía, a pesar del temor de Pavia de alienar a sus aldeanos y alterar su "espíritu errante" o qivitoq.
Después de que Eva ayuda a Jens a tratar a un niño que ha sido atacado por perros, Jens se abre a ella y se da cuenta de que la ama. Antes de que pueda decírselo, se entera de que Pavia está en peligro en su nuevo bote. La amiga de Jens y Pavia, Naja (Dorthe Reimer), viaja por tierra para rescatarlo, pero Jens cae en una grieta helada y Pavia lo rescata. De esta manera, Pavia regresa al pueblo donde le dan la bienvenida de un héroe. Jens se apresura a regresar, pero descubre que es demasiado tarde, que el bote que Eva esperaba ya ha partido. Abatido, Jens se va a su casa y descubre que Eva está allí esperándolo.

## Reparto
- Astrid Villaume como Eva Nygaard
- Poul Reichhardt como Jens Lauritzen
- Gunnar Lauring como Marius Mariboe
- Randi Michelsen como Fru Mariboe
- Bjørn Watt-Boolsen como Dr. Erik Halsøe
- Kirsten Rolffes como Sygeplejerske Kirsten Prage
- Niels Platou como Pavia
- Dorthe Reimer como Naja
- Justus Larsen como Nuka
- Johanne Larsen como Cæcilie
- Edward Sivertsen como Zakarias

## Acojida de público y crítica
La película obtuvo numerosos galardones, incluidas nominaciones para el Óscar a la mejor película a la habla no inglesa y para la Palma de Oro.